# Дюгер (племя)

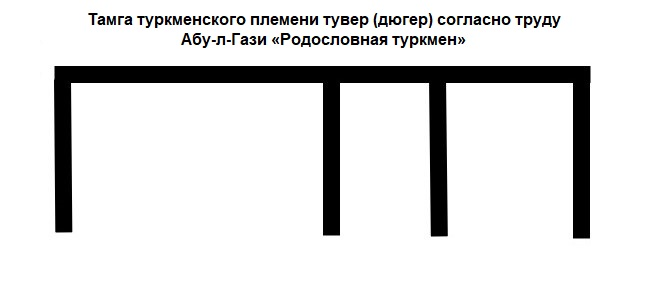
Тамга туркменского племени дюгер согласно Абу-ль-Гази

Тамга племени Дюгер согласно М.Кашгари

Дюгер (азерб. Dügər, туркм. Tüwer; также дойер, дуйер, тюгер, догер, дукер) — в древности и средневековье одно из 24 огузских (туркменских) племён из крыла Бозок, потомков Айхана, сына древнейшего прародителя огузских тюркских народов Огуз-хана. По утверждению Махмуда Кашгари, восемнадцатое по степени старшинства из племён огузов (туркмен). Из племени дюгер (дёгер) происходила династия Артукидов, правившая одноимённым бейликом. В настоящее время является одной из суб-этнических групп в составе туркмен.

## Происхождение

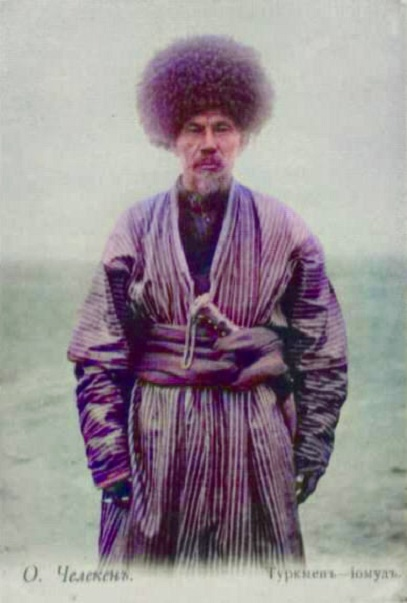
Туркмен

Тюркский ученый-филолог и лексикограф XII в. Махмуд аль-Кашгари в своем энциклопедическом словаре тюркского языка «Диван лугат ат-турк» указывает на то, что племя дюгер является одним из 22 племен огузов (туркмен):
«Огуз — одно из тюркских племён (кабиле), они же туркмены... Восемнадцатый — Тюгер.»
Историк Государства Хулагуидов Рашид ад-Дин пишет о племени дюгер как одном из 24 огузо-туркменских племён в своём произведении Огуз-наме:
«Трём старшим по возрасту братьям Огуз дал имя бозок…Дети второго сына Ай-хана…Догер (Дока), т. е. ради общения .»
В своей исторической работе Родословная туркмен Хивинский хан и историк XVII в. Абу-л-Гази также сообщает о том, что племя дюгер было одним из 24-х древних огузо-туркменских племен — прямых потомков Огуз-хана:
«Об именах сыновей и внуков Огуз-хана…Имя старшего сына Ай-хана — Йазыр, второй сын — Йасыр, третий — Дудурга, четвёртый — Дукер... Значение Дукер — круг…».

## История
Древний период

На основании работ российского востоковеда-тюрколога XIX в. П.Мелиоранского и немецкого филолога и лингвиста В.Б.Хеннинга, советский этнограф и археолог С.П.Толстов отождествляет древний народ тохаров с племенем дюгер, такого-же мнения придерживается советский и казахский востоковед и тюрколог Ю.Зуев: 
«...Средневековые тохары (дюгер) будущей Туркмении говорили по-огузски.»
По мнению туркменского ученого-историка О.Гундогдыева, огузское племя дюгер зафиксировано у средневековых грузинских и армянских авторов в качестве аланского племени дигор, часть которого со временем вошла в состав осетин под именем дигорцы. На тождественность огузов-дюгеров и осетин-дигорцев также указывают Ю.Зуев  и И.Мизиев.
Дюгеры на Среднем Востоке

Племя дюгер сыграло важную роль в завоеваниях Сельджуков, при этом ближневосточная туркменская (туркоманская) династия Артукидов происходила из этого племени:
«Артукиды Дийарбакра были потомками Артука ибн Эксеба, предводителя огузского племени догер... Будучи туркменской династией в районе, основательно обжитом туркменами, артукидское государство сохранило многие специфические туркменские черты...»
Они имели огромное влияние среди средневосточных туркмен (туркоман) в течение нескольких столетий, и их считали благородной семьёй. Они жили управлением во главе Салим Бека Дёгера в регионе Джабер, в Сирии. Бейлик Салим Бека постоянно подвергается нападениям со стороны Кара-Коюнлу и Мамлюков. Могущественный огузский клан дёгер из северо-западной Сирии, хотя и ассоциировался как с Кара-Коюнлу, так и с Ак-Коюнлу, но никогда не присоединялся ни к одной из конфедераций. В начале XV века они фигурировали среди наиболее важных туркоманских союзников Мамлюкской армии на северной границе; и в соперничестве между Кара Усманом и Кара Юсуфом они появляются сначала с одной стороны, затем с другой. Однако к 1415 году они потеряли контроль над многими из своих бывших центров в Дияр-Мударе, над арабскими племенами Сирии и над Ак-Коюнлу в Диярбакыре. После смерти Кара Усмана в 1435 году Мамлюкский султан аль-Ашраф Барсбей приказал Дёгерам атаковать Ак-Коюнлу возле Амида; их победа над Туркоманской конфедерацией, однако, знаменует собой их последнее появление как реальной политической силы в регионе. Только один из них является военачальником Ак-Коюнлу в более поздние времена. При Османском завоевании Джабер опять же населяли дёгеры и имели там свои аймаки. В период Османской Империи они имели свои оймаки в Алеппо, Димашке, Урфе, Боз-Улусе, Киркуке и в Козане. В начале XV века они также переселились из Северной Сирии в Азербайджан вместе с Кара-Коюнлу. В эпоху Сефевидов входили в состав племени Туркоман. Их аймак упоминается в XVIII веке среди аймаков, связанных с племенным объединением Отуз-ики. Этот аймак зимовал в Арасбасарском районе Гянджи, в селе Хусейинли.

## Этнонимия
Этноним дюгер присутствует с составе таких туркменских этнографических групп как гарадашлы, теке, арсары, човдур, баят, шых и игдыр.

## Топонимия
В связи с миграциями огузо-туркменских племен в Средние века в пределах Центральной Азии, Ближнего и Среднего Востока , племя дюгер оставило свои следы в топонимике ряда стран:
Туркменистан:
Горы Тувергыр, аул  и колодец Тувер в Туркменбашинском этрапе Балканского велаята;
Аул Тувер в Болдумсазском этрапе Дашогузского велаята;
Аул Туверей в Халачском этрапе и колодец Тувер в Саятском этрапе Лебапского велаята.
Каракалпакстан:
Село Даукара, а также котловина Даукара в Тахтакупырском районе.
Азербайджан:
Дуярли (азерб. Düyərli) — село в Шамкирском районе.
Дуярли (азерб. Düyərli) — село в Тертерском районе.
Турция:
Дёгер (тур. Döğer) — посёлок в иле Афьонкарахисар, в илче Ихсание.
Дёгер (тур. Döğer) — махалля в иле Диярбакыр, в илче Диджле.
Дюгер (тур. Düğer) — махалля в иле Мугла, в илче Сейдикемер.
Дюгер (тур. Düğer) — село в иле Бурдур, в центральном илче.
Дюгер (тур. Düğer) — село в иле Сивас, в илче Хафик.
Дюгер (тур. Düğer) — махалля в иле Шанлыурфа, в илче Каракёпру.
Юкарыдюгер (тур. Yukarıdüğer) — село в иле Болу, в илче Дёртдиван.
За всю историю, в Анатолии встречалось 19 населённых пунктов, связанных с дюгерами. Кышлык, находящийся в Игдырском уезде Эривана. Село, находящееся в одном из уездов Маку и ещё одно село в Тифлисском уезде Демирчихансалы носило имя этого племени.